# Турмиське сільське поселення
Турми́ське сільське поселення (рос. Турмышское сельское поселение) — муніципальне утворення у складі Янтіковського району Чувашії, Росія. Адміністративний центр — село Турмиші.

## Населення
Населення — 1440 осіб (2019, 1543 у 2010, 1782 у 2002).

## Склад
До складу поселення входять такі населені пункти:
| Населений пункт    | Населення, осіб (2002) | Населення, осіб (2010) |
| ------------------ | ---------------------- | ---------------------- |
| Латишево, присілок | 165                    | 126                    |
| Турмиші, село      | 1617                   | 1417                   |